# Albin Mörfelt
Albin Mörfelt (Stockholm, 2000. január 10. –) svéd korosztályos válogatott labdarúgó, a Degerfors csatárja.

## Pályafutása

### Klubcsapatokban
Mörfelt a svéd fővárosban, Stockholmban született. Az ifjúsági pályafutását a helyi Brommapojkarna csapatában kezdte, majd az AIK és a Hammarby akadémiájánál folytatta.
2018-ban mutatkozott be a Vasalunds IF felnőtt csapatában, ahol mindössze két mérkőzésen egy gólt ért el. A 2019-es szezont már a harmadosztályú IK Frejnél indította. 2021 áprilisában az Allsvenskanban szereplő Varbergs BoIS csapatához igazolt. Először a 2021. április 11-ei, Mjällby AIF elleni mérkőzésen lépett pályára. Első gólját 2021. május 12-én, a Hammarby ellen 3–1-re elvesztett találkozón szerezte.
2021. augusztus 1-jén négy éves szerződést kötött a norvég Vålerenga együttesével. Augusztus 15-én, a Tromsø ellen 1–1-es döntetlennel zárult mérkőzés 64. percében Seedy Jattat váltva debütált. 2022. február 23-án kölcsönben a Mjällby AIF-hoz igazolt egy szezonra. 2022. március 6-án, a Göteborg ellen 2–2-es döntetlennel zárult kupamérkőzés 89. percében Noah Perssont váltva debütált.
2022 júliusának végén a Degerfors csapatához igazolt.

### A válogatottban
Mörfelt az U17-es és U19-es korosztályokban is képviselte Svédországot.
2021-ben debütált a U21-es válogatottban. Először 2021. szeptember 3-án, Montenegró ellen 3–1-re megnyert EB-selejtező 86. percében Tim Prica cseréjeként lépett pályára.

## Statisztikák
2022. augusztus 27. szerint
| Klub                     | Szezon   | Osztály     | Bajnokság | Bajnokság | Kupa  | Kupa | Nemzetközi | Nemzetközi | Összesen | Összesen |
| Klub                     | Szezon   | Osztály     | Meccs     | Gól       | Meccs | Gól  | Meccs      | Gól        | Meccs    | Gól      |
| ------------------------ | -------- | ----------- | --------- | --------- | ----- | ---- | ---------- | ---------- | -------- | -------- |
| IK Frej                  | 2020     | Ettan       | 29        | 10        | 0     | 0    | 0          | 0          | 29       | 10       |
| Varbergs BoIS            | 2021     | Allsvenskan | 6         | 1         | 0     | 0    | 0          | 0          | 6        | 1        |
| Vålerenga                | 2021     | Eliteserien | 4         | 0         | 0     | 0    | 0          | 0          | 4        | 0        |
| Mjällby AIF (kölcsönben) | 2022     | Allsvenskan | 10        | 0         | 1     | 0    | 0          | 0          | 11       | 0        |
| Degerfors                | 2022     | Allsvenskan | 5         | 1         | 0     | 0    | 0          | 0          | 5        | 1        |
| Összesen                 | Összesen | Összesen    | 54        | 12        | 1     | 0    | 0          | 0          | 55       | 12       |

## Fordítás
Ez a szócikk részben vagy egészben  az   Albin Mörfelt című angol Wikipédia-szócikk fordításán alapul.  Az eredeti cikk szerkesztőit annak laptörténete sorolja fel. Ez a jelzés csupán a megfogalmazás eredetét és a szerzői jogokat jelzi, nem szolgál a cikkben szereplő információk forrásmegjelöléseként.